# Jan Lála
Jan Lála, né le 10 septembre 1938 à Libická Lhotka à l'époque en Tchécoslovaquie, aujourd'hui en République tchèque, est un joueur de football international tchécoslovaque (tchèque), qui évoluait au poste de défenseur.

## Biographie

### Carrière en club
Avec le club du Slavia Prague, Lála atteint la finale de la Coupe de Tchécoslovaquie en 1963, en étant battu par l'équipe du Slovan Bratislava.
Avec le club du FC Lausanne-Sport, il dispute 82 matchs en première division suisse, pour trois buts inscrits.

### Carrière en sélection
Avec l'équipe de Tchécoslovaquie, il joue 37 matchs et inscrit un but entre 1962 et 1967. 
Lála joue son premier match en équipe nationale le 22 avril 1962 contre l'Uruguay en amical, et son dernier le 22 novembre 1967 contre l'Irlande, lors d'une rencontre comptant pour les qualifications de l'Euro 1968. Il inscrit son seul but en sélection le 28 octobre 1962, à l'occasion d'un match amical face à la Pologne.
Il figure dans le groupe des sélectionnés lors de la Coupe du monde de 1962. Lors du mondial organisé au Chili, il joue cinq matchs. Il joue tout d'abord contre l'Espagne, le Brésil et le Mexique lors des phases de poules. Puis il joue contre la Hongrie en quarts de finale, et enfin contre la Yougoslavie lors des demi-finales. Il ne participe toutefois pas à la finale perdue face aux joueurs brésiliens.

## Palmarès
| Slavia Prague - Coupe de Tchécoslovaquie : - Finaliste : 1962-63. |  | Tchécoslovaquie - Coupe du monde : - Finaliste : 1962. |